# Labania prolata
Labania prolata är en stekelart som beskrevs av Marsh 2002. Labania prolata ingår i släktet Labania och familjen bracksteklar. Inga underarter finns listade i Catalogue of Life.